# 임회면
임회면(臨淮面)은 대한민국 전라남도 진도군에 위치한 면이다.

## 행정 구역
| 법정리 | 한자명 | 행정리                             | 비고            |
| ------ | ------ | ---------------------------------- | --------------- |
| 고정리 | 高亭里 | 중매리, 길우리, 고산리, 매정리     |                 |
| 굴포리 | 屈浦里 | 굴포리, 남선리                     |                 |
| 남동리 | 南洞里 | 남동리, 서망리                     |                 |
| 명슬리 | 鳴瑟里 | 상미리, 중미리                     |                 |
| 백동리 | 白洞里 | 백동리, 신동리                     |                 |
| 봉상리 | 鳳翔里 | 봉상리, 송월리, 송정리             |                 |
| 사령리 | 巳嶺里 | 사령리                             |                 |
| 삼막리 | 三幕里 | 하미리, 광전리, 선항리, 장구포리   |                 |
| 상만리 | 上萬里 | 중만리, 상만리, 귀성리             |                 |
| 석교리 | 石橋里 | 십일시리, 고방리, 석교리, 구분실리 | 면사무소 소재지 |
| 연동리 | 蓮洞里 | 팽목리, 상연리, 내연리, 동구리     |                 |
| 용호리 | 龍虎里 | 용산리, 호구리                     |                 |
| 죽림리 | 竹林里 | 탑립리, 죽림리, 동헌리, 강계리     |                 |

## 어항
- 서망항
- 굴포항
- 진도항(팽목항)

## 교육
- 석교초등학교
- 석교중학교
- 진도국악고등학교

## 문화재
- 남도들노래 - 대한민국 중요무형문화재 제51호
- 진도 상만리 오층석탑 - 전라남도 유형문화재 제10호
- 진도만가 - 전라남도 무형문화재 제19호
- 진도 남도진성 - 사적 제127호

## 시설
- 진도변환소 - 진도제주간 제2연계선의 변환소